# Mariano Arrate Esnaola
Mariano Arrate Esnaola, conegut com a Arrate, (Sant Sebastià, País Basc, 1892 - íd. 1963) fou un jugador de futbol basc, guanyador d'una medalla olímpica i destacat jugador de la Reial Societat. Va ser internacional amb la selecció espanyola.

## Biografia
Va néixer el 12 d'agost de 1892 a la ciutat de Sant Sebastià, capital de Guipúscoa. Fou germà dels també futbolistes Amador i Miguel Arrate. Morí el 24 de desembre de 1963 a la seva residència de Sant Sebastià.

## Carrera esportiva

### Trajectòria per clubs
Als 15 anys va iniciar la seva trajectòria professional com a estibador al port de Sant Sebastià, si bé estigué interessat des de ben petit pel futbol. Va iniciar la seva activitat futbolística al club Luchana de Barakaldo, si bé el 1909 va passar a formar part de l'Athletic de Sant Sebastià fins que el 1911 fou fitxat pel Reial Societat.
En aquest equip passà a jugar de defensa esquerra i hi va romandre 13 temporades, fins al 1924, moment en el qual decidí retirar-se amb 31 anys. En aquestes 13 temporades jugà 65 partits i marcà onze gols.
El 1913 arribà a la final de la Copa d'Espanya davant el FC Barcelona, en una competició a doble partit, si bé fou necessari un tercer partit de desempat. Finalment la victòria fou per l'equip barcelonista. El 5 d'octubre de 1913 va formar part de l'equip de la Reial Societat, que va participar en el partit inaugural de l'Estadi d'Atotxa, que s'enfrontà a l'Athletic Club.

### Trajectòria amb laselecció espanyola
Arrate va jugar sis partits amb la selecció espanyola, amb la qual va marcar un gol. Va debutar amb ella en el mateix partit que aquesta debutava a nivell internacional en un partit realitzat el 28 d'agost de 1920 a la ciutat de Brussel·les contra la selecció de futbol de Dinamarca amb motiu dels Jocs Olímpics d'Estiu de 1920 realitzats a Anvers (Bèlgica), a la qual va vèncer per un a zero. En aquest partit va esdevenir el capità de la selecció i amb aquesta aconseguí guanyar la medalla de plata en els Jocs Olímpics.
L'any 1922 va participar amb la selecció de futbol del País Basc en una gira per Sud-amèrica.
L'últim partit jugat amb la selecció espanyola fou un amistós disputat a Anvers el 4 de febrer de 1923 contra la selecció de futbol de Bèlgica, en el qual la selecció espanyola fou derrotada per un gol a zero.